# Yeghishe Tcharents
Yéghiche (Eliseu) Tcharents (en armeni: Եղիշե Չարենց, Tcharents, que significa 'del que està malament' en armeni clàssic), de nom Soghomonian, nascut el 13 de març del 1897 a Kars, i assassinat el 27 de novembre del 1937 a Erevan (Armènia), fou un poeta armeni. Fou a decapitat a la seua terra natal amputada, quan tenia 40 anys, al país de Nairi, i és considerat el pare de la literatura armènia moderna.

## Biografia
Els pares de Tcharents van deixar Maku al 1882. Yeghishe Tcharents nasqué el 1897 a Kars (aleshores Armènia occidental), on va passar la infància i joventut. Fou en aquesta època que va descobrir la literatura, la poesia armènia i russa, François Villon, Dante, Victor Hugo i els poetes simbolistes.
Tcharents fou un poeta i intel·lectual rebel, que abordà els problemes de la fam, les guerres i la pobresa, tots els problemes socials que afectaven el poble armeni i en especial la qüestió nacional. Va compondre els seus primers poemes mentre a Occident el govern otomà duia a terme el genocidi armeni (el 1915-1916).
Yéghiche Tcharents, que ja havia lluitat contra els turcs el 1912, als quinze anys s'allista com a infermer voluntari a les files del regiment d'autodefensa contra els turcs a Van (1915-1917), mentre la revolució bolxevic ressonava a l'Est. També pren les armes a Armènia a les files de l'Exèrcit Roig. Gran lector i apassionat de Dante, es feu conegut per un llarg poema, escrit entre el 1915 i el 1916, "Llegenda dantesca", en què un jove partidari del cos de voluntaris Daixnak al front russoturc explica la seua visió del genocidi armeni. Més poeta d'acció que no pas teòric, abomina de la literatura.
Al principi influenciat pel futurisme rus, amplia el seu camp de visió a la modernitat literària; s'inspira en les tradicions acadèmiques i populars de la poesia armènia i renova la literatura armènia amb el seu art poètic. Decebut amb la Revolució Russa, es converteix en defensor d'Armènia i l'acusen de "tendències nacionalistes". "L'arquitecte en cap d'Erevan, Alexander Tamanian, i el pintor Martiròs Sarian esdevingueren defensors apassionats de l'obra de Tcharents", segons Jean-Pierre Hatchikian.

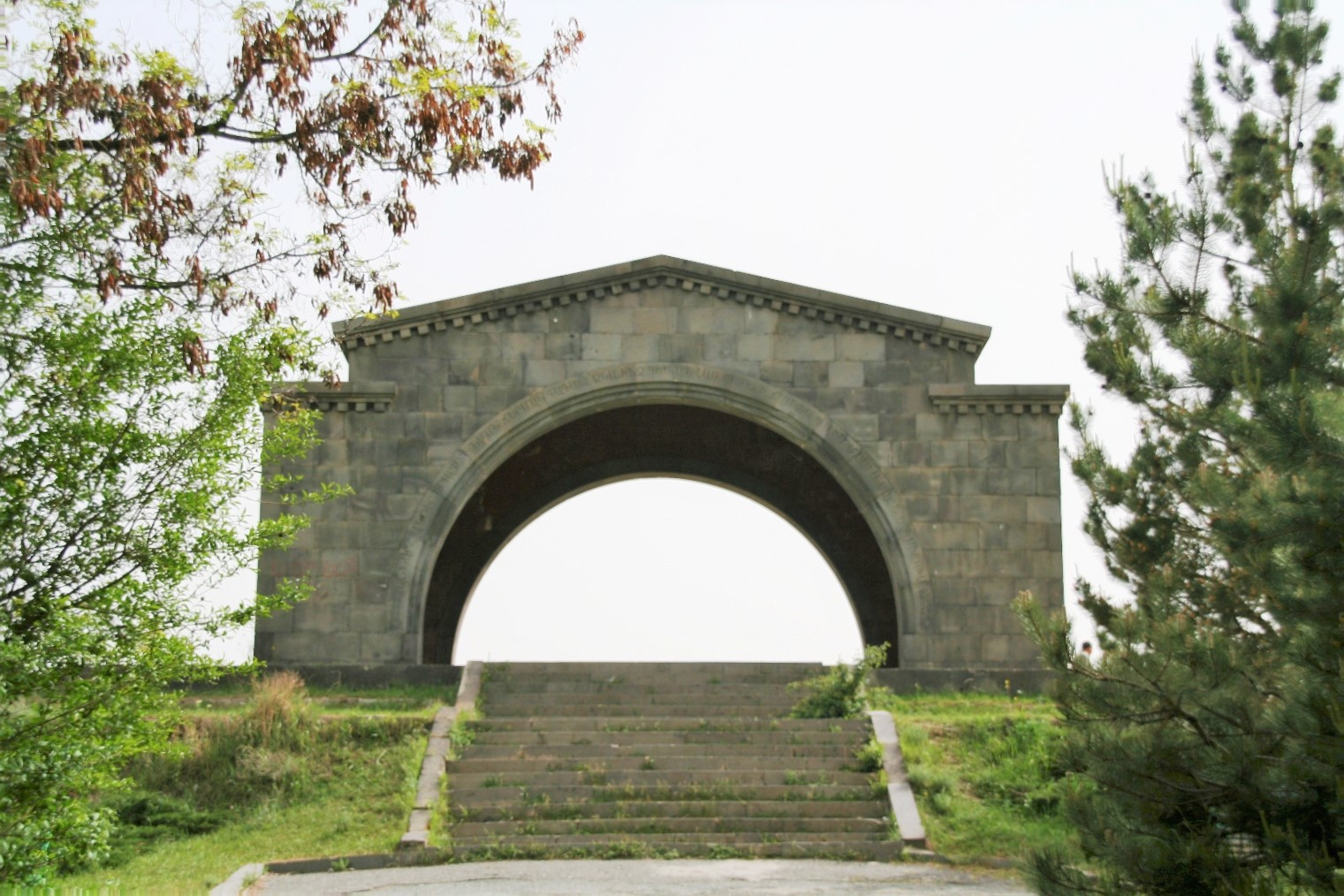
L'Arc de Tcharents, a la carretera de Garni

Escrigué: "He llegit milers i milers de llibres / però quin talent he admirat / més dolç al cor que el de Saiat-Novà?".

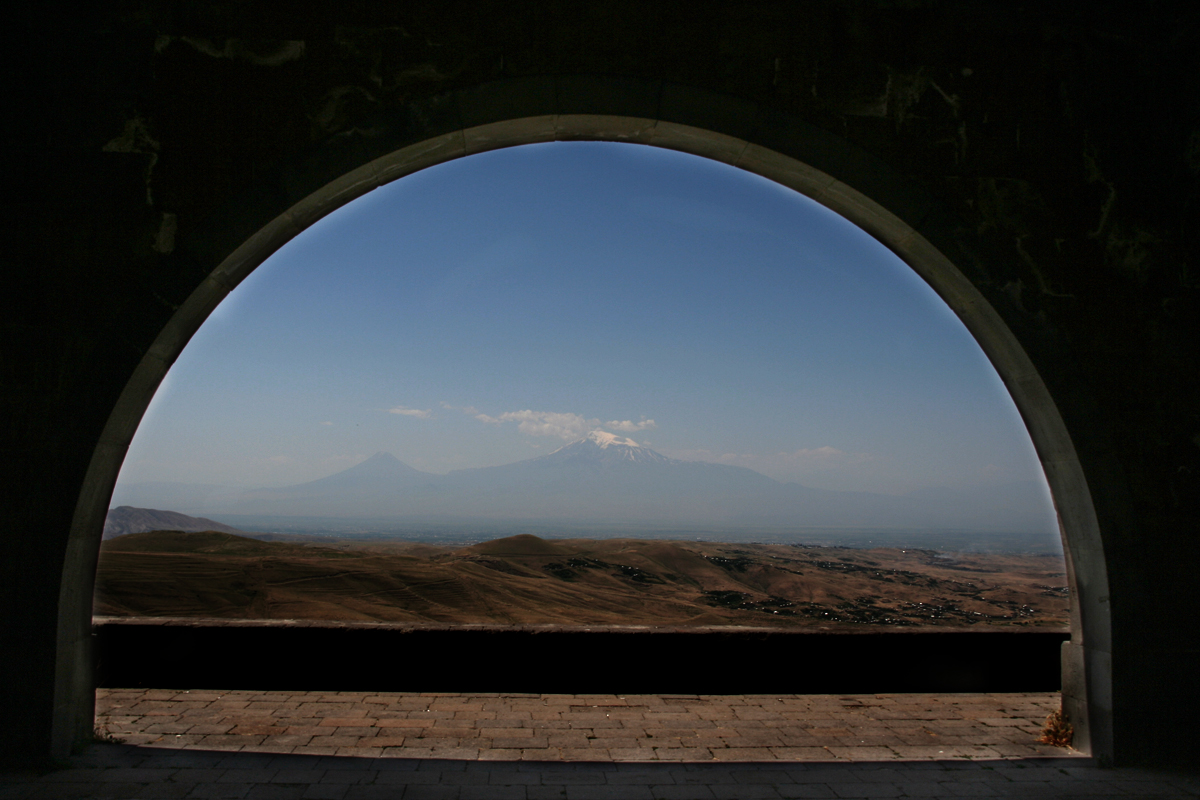
Vista d'Ararat des de l'arc de Tcharents

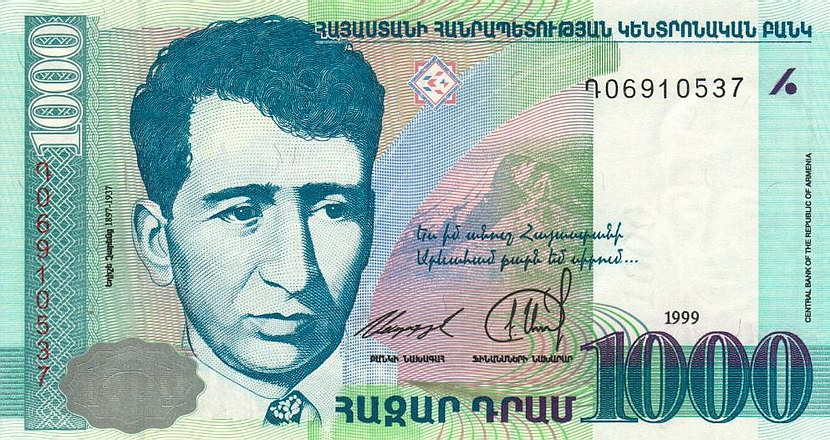
Yeghishe Tcharents al bitllet de 1.000 drams

El juny del 1921, Yeghishe Soghomonian, conegut com a Tcharents, es casà amb Arpenik Ter Astvatsatrian (1897–1927), que va morir menys de set anys més tard. Es va tornar a casar, amb Isabella Niasian (1909-1969). La segona esposa va soterrar tots els seus manuscrits durant el període fosc de les purgues.
Gostan Zarian (1885-1969) va esbossar un retrat polèmic de Tcharents durant la visita del poeta a París el 1925. Després d'haver donat al poeta el sobrenom de Tchartcharià ('el torturat'), acaba dient: "En una paraula, era la quinta essència d'Armènia, un home lligat a la seua terra per cada fibra del seu ésser i per a qui el món només existeix mentre ell el pot percebre per analogia amb el seu propi món. Té una visió armènia del món, que no pot alterar. I Armènia existeix perquè ell existeix. I això malgrat el caos del seu pensament, el credo polític mal digerit, les ximpleries internacionalistes i bolxevics. Se li perdona perquè, en el seu cas, canviar seria una traïció a si mateix. Ell és Armènia i, com a tal, indestructible i immortal."
El 1925, després d'haver acabat els estudis a Moscou, Tcharents torna per a establir-se a l'Armènia soviètica. Es va reunir en secret amb el poeta rus Óssip Mandelstam a Tbilisi el 1930, però no n'hi ha cap rastre del contingut de la seua conversa, a causa del clima de terror que regnava llavors. Era impossible que aquests dos hòmens es trobassen a Erevan.
Víctima del terror estalinista, fou empresonat amb Aksel Bakunts el 1937, un dels anys més foscos de la Gran Purga. Malalt mental, va morir el mateix any als 40 anys en una masmorra de la NKVD a Erevan. Pel que sembla, el seu cos fou col·locat en un gran sac de farina. No se sap pas on l'enterraren. El 1936, Tcharents, en veure el cos de Komitas, tingué una visió profètica, un any abans de la seua imminent mort. Uns dies més tard, va escriure aquests versos premonitoris, extrets del seu Requiem aeternam, dedicats a Komitas, i que també es podrien aplicar a ell: "I finalment, es calmarà / per sempre, el teu cos cansat, / esdevindrà cendres fèrtils, / transformat en pedra i saba. — / Immaterial i santificat / el teu esperit encisador viurà; / serà un cant que s'eleva — / nostre, transformat en terra."
Luc-André Marcel, un dels seus primers traductors al francés, esmenta al pròleg de les seues traduccions del 1980: "De tots els poetes armenis, i n'hi ha molts, ell és potser el més intel·ligent i, pel seu mateix art de posar-se cadenes, el més alliberat. És certament extraordinari, i s'arriba lluny seguint-li les petjades." La seua vida era més gran que la seua obra. En això, arriba al mite. Exerceix una profunda influència sobre poetes, escriptors i intel·lectuals, Parouir Sévak en especial.
El "xic roí" de les cartes armènies, amb Nahapet Koutchak, com li agradava anomenar-se a si mateix com a pseudònim ("del que és dolent o incorrecte"), ha estat rehabilitat des d'aleshores, i l'escriptor de la causa armènia és ara reconegut. Krikor Beledian explica en la seua obra Cinquanta anys de literatura armènia a França que "per a Archag Tchobanian, com per a Hagop Oshagan, Tcharents és un gran poeta malgrat la revolució, i no pas gràcies a la revolució".
Yeghishe Tcharents, un poeta profund i innovador, subtil i turmentat, visionari, posseït i inspirat, està a l'alçada del seu contemporani Vladímir Maiakovski. Continua sent, per això, un autor destacat de la literatura armènia del segle XX. Els seus poemes han estat traduïts per Valery Briúsov, Anna Akhmàtova, Borís Pasternak i Louis Aragon. El poble armeni li va retre homenatge a aquesta personalitat rica i complexa en el seu centenari.
A la carretera entre Erevan i Garní, a 28 km de la capital, li dedicaren un monument al poeta el 1960: L'Arc de Tcharents. Està construït en un lloc magnífic pel mirador sobre la plana d'Ararat, i "era en aquest promontori on al poeta li agradava venir", sovint per a meditar, segons diuen a Erevan. El 1975, la seua casa a Erevan, al número 17 de l'avinguda Mesrop-Machtots, es va convertir en museu, gràcies a les seues dues filles, Arpénik, nascuda el 1932 i morta el 2008, i Anahïte, nascuda el 1935. En un poema en clau escrit durant les hores fosques de l'època soviètica, Tcharents va deixar un missatge atemporal i valent per als temps venidors: "Poble armeni, la vostra única salvació és la força de la unitat".

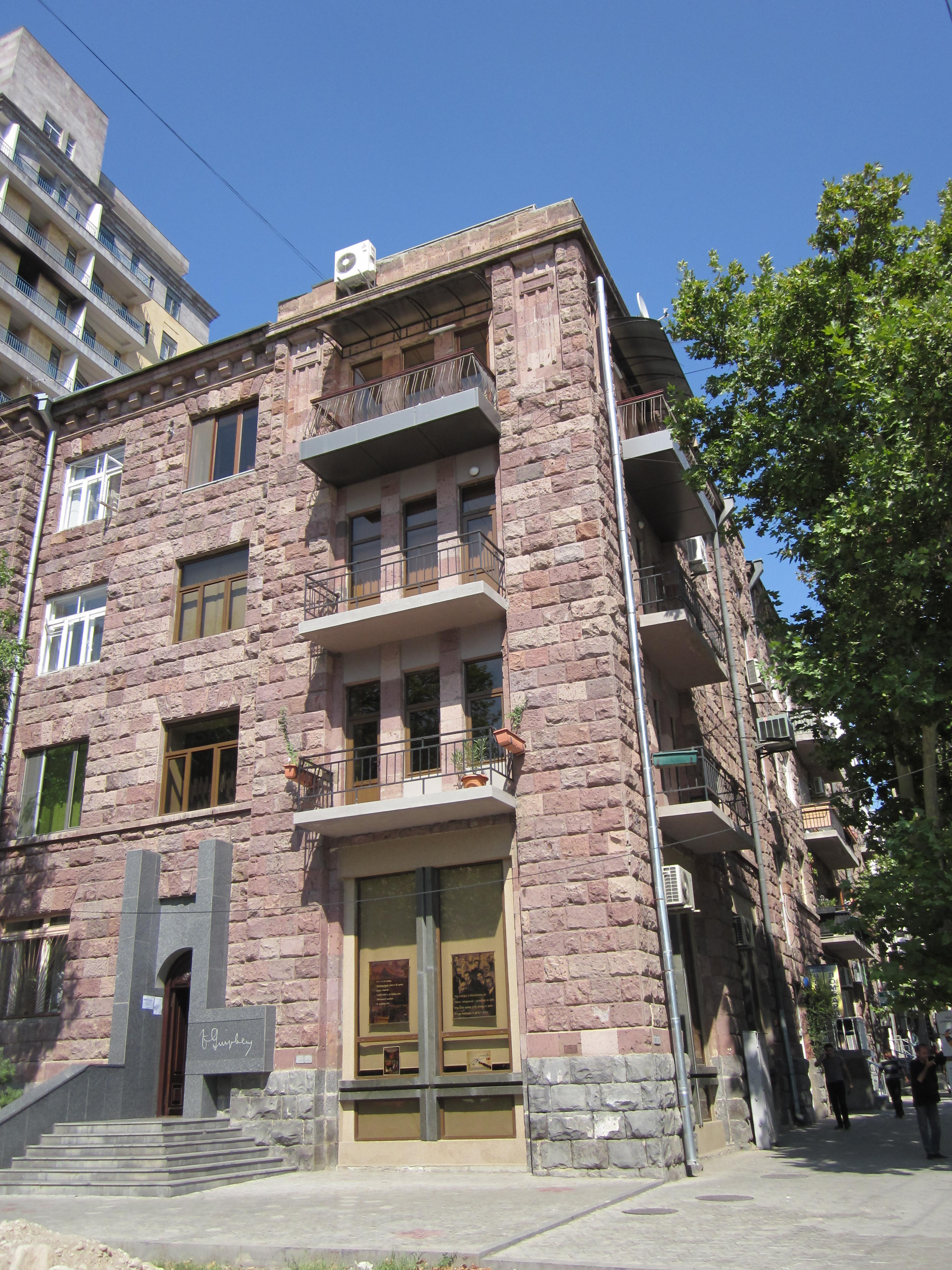
Casa Museu Tcharents a Erevan, avinguda Mesrop-Mashtots, 17

## La tomba de Tcharents
Segons el crític Hovik Charkhchyan, ja no és un secret que la tomba de Tcharents es troba al costat esquerre de l'autopista Erevan-Etxmiadzin, al costat del barranc del riu Hrazdan, a prop dels terrenys de la vil·la de Robert Kocharyan. Però Eghishe Hovhannissian va començar-ne una recerca el 1940, una època en què fins i tot el nom de Tcharents estava prohibit. Segons les seues troballes i el testimoni d'un resident de Hrazdan que fou empresonat el 1937 i va soterrar Tcharents, la seua tomba es troba en aquest lloc.
A la dècada dels 1990, el propietari del terreny va trobar-hi ossos. Hi alertà els seguidors del poeta. Segons Charkhchian, l'informe dels serveis especialitzats de l'Acadèmia Nacional de Ciències mostra que es tracta dels ossos d'un home d'uns quaranta anys, de baixa estatura, amb la tíbia trencada i decapitat. Charkhchian continua explicant que, com a resultat d'una puntada de peu al cap de Tcharents per part d'un oficial rus, el cap restà tan malmés que, per ocultar les traces d'aquest acte, el van separar del cos. El cap de Tcharents seria soterrat en un altre lloc.

## Controvèrsia sobre la seva bisexualitat i l'ús de morfina
El 2012, David Gasparian publicà un recull de poesia sobre Tcharents; el llibre, però, el va ràpidament prohibir la família de Tcharents, en particular la seua filla Anahit. No es coneix pas el motiu exacte de la no publicació; es pensa, però, que està relacionat amb l'orientació sexual de Tcharents, ja que el tema de la seva bisexualitat s'havia discutir en cercles literaris.

## Poema
| «                                                                           | Vas viure en un segle de lluita i res no et semblava etern, vas veure les coses properes i llunyanes i res no et semblava etern: Vas veure la caiguda i la renovació, la fi dels fonaments sòlids I, a part de la lluita, res al món no et semblava etern. | » |
| — Rubaiyat, XXXVI, 1927 (traduction Élisabeth Mouradian i Serge Venturini). | |   |

## Obres

### Llibres en armeni
- Erek erg tkhradaluk aghjkan, 1914 (Tres cançons per a una xica pàl·lida)
- Kaputachia Hyerenik, 1915, (La pàtria dels ulls blaus)
- ридриродрикрукровый, Danteakan araspel, 1916, (Llegenda dantesca)
- Tsiatsan, 1917 (Arc de Sant Martí)
- Soma (1918)
- Ambokhnere Khelagarvats, 1919 (Multituds en pànic)[18]
- Ergeri Zhoghovatsu, en dos volums, 1921 (Recull de poemes)
- Yerkir Nairi, 1925 [novel·la satírica] (El país de Nairi)
- Rubaiyat (1927)
- Epikakan Lussabats, 1930 (Alba èpica)
- Girk chanaparhi, 1933 (Llibre del Camí). La seua darrera obra publicada en vida és una sèrie de reflexions sobre el passat d'Armènia, sobre la popular epopeia David de Sassoun, que conté poemes sobre art, cobles i cançons filosòfiques.
- Requiem æternam (1936) [Inèdit durant la seua vida, sobre la mort de Komitàs]